# Livingston (New Jersey)
Livingston è un comune degli Stati Uniti d'America situato nello stato del New Jersey, nella contea di Essex.